# Rivula monorena
Rivula monorena là một loài bướm đêm trong họ Erebidae.